# Guewenheim
Guewenheim là một xã thuộc tỉnh Haut-Rhin trong vùng Grand Est, đồng bắc Pháp. Xã này có diện tích 8,55 km², dân số năm 1999 là 1224 người. Khu vực này có độ cao trung bình 335 mét trên mực nước biển.